# 牀母 (音韻)
牀母（dʐ與dʑ）是中古漢語三十六字母的一個聲母，屬正齒音，全濁聲母。

## 三十六字母與切韻聲母
牀母由兩部分組成，二等韻部份稱爲「牀二」，對應了切韻音系的崇母；三等韻部份分稱爲「牀三」，對應了常母（也有學者認爲是船母）。